# Museo di storia naturale sezione di mineralogia e litologia
Il Museo di mineralogia e litologia di Firenze si trovava in via Giorgio La Pira ed è una delle sei sezioni del Museo di Storia Naturale di Firenze.
Attualmente la sede della sezione di mineralogia è chiusa al pubblico; una porzione importante delle collezioni è stata allestita nel 2024 presso la sezione di zoologia "La Specola".

## Storia
Il primo nucleo delle collezioni mineralogiche fiorentine risale alle raccolte medicee, che erano conservate nella “Galleria”, ovvero gli Uffizi. Tale raccolta, separata dalle collezioni d'arte al tempo di Pietro Leopoldo, fu ampliata dallo studioso Giovanni Targioni Tozzetti nella metà del XVIII secolo, che raccolse circa 5.000 campioni. Le sue raccolte sono elencate anche in un prezioso catalogo illustrato dell'epoca.
L'istituzione ebbe « la sua prima sede nel Museo di Fisica e Storia naturale (la Specola) istituito da Pietro Leopoldo di Lorena nel 1775 ».
Dopo l'Unità d'Italia il complesso della Specola «venne smembrato; i materiali mineralogici e litologici vennero trasferiti nella sede di via Lamarmora 4, e costituiti in museo autonomo nel 1915. Il Museo è stato trasferito nella sede attuale nel 1965.»

## Collezioni

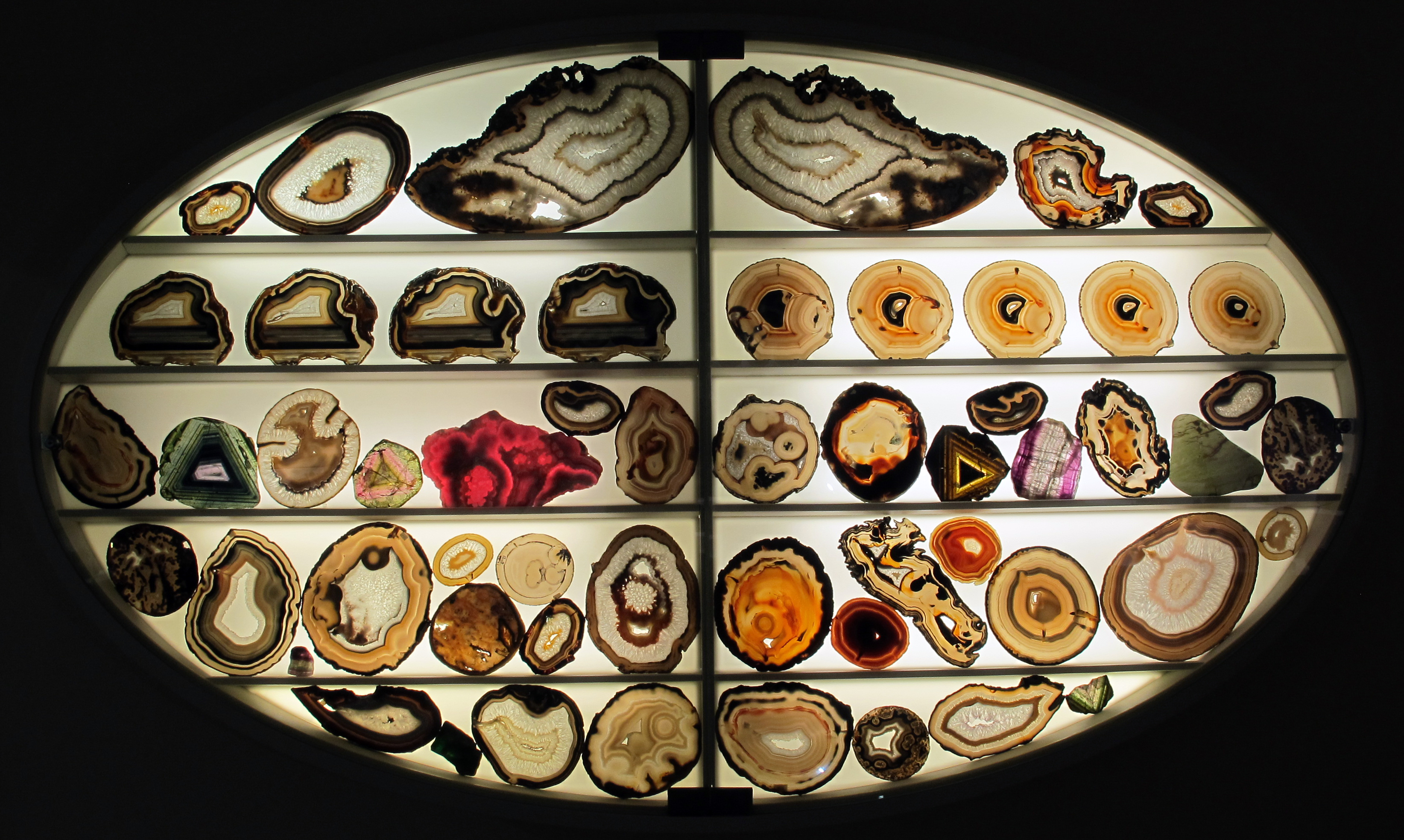
Trasparenze su campioni di agata e altri minerali

Allestito in una sala vicino al dipartimento di Mineralogia, una serie di moderne vetrine espongono didatticamente i vari aspetti del mondo minerale e del relativo studio, e numerosi esempi dei più importanti e spettacolari gruppi di pietre. Gli esemplari esposti sono solo una piccola parte dei 45.000 conservati, fra i quali compaiono pietre raccolte in tutto il mondo, con speciale riguardo alla raccolta di minerali dell'Isola d'Elba (un vero paradiso mineralogico, dal quale provengono 6.000 esemplari), «composta attorno al 1910 dal direttore del Museo Federico Millosevich, riunendo ai materiali già esistenti dell'antico Museo di via Romana, la collezione del capitano Raffaello Foresi [...] e la raccolta dello scienziato e fotografo Giorgio Roster.»
Molto interessante è la collezione di cristalli naturali, dalle forme più curiose e disparate. Spiccano un topazio di 151 kg, il secondo più grande del mondo, proveniente dal Brasile, le enormi pegmatiti, un ortoclasio di 600 kg e un'acquamarina di 98 kg e un quarzo affumicato di 180 kg.

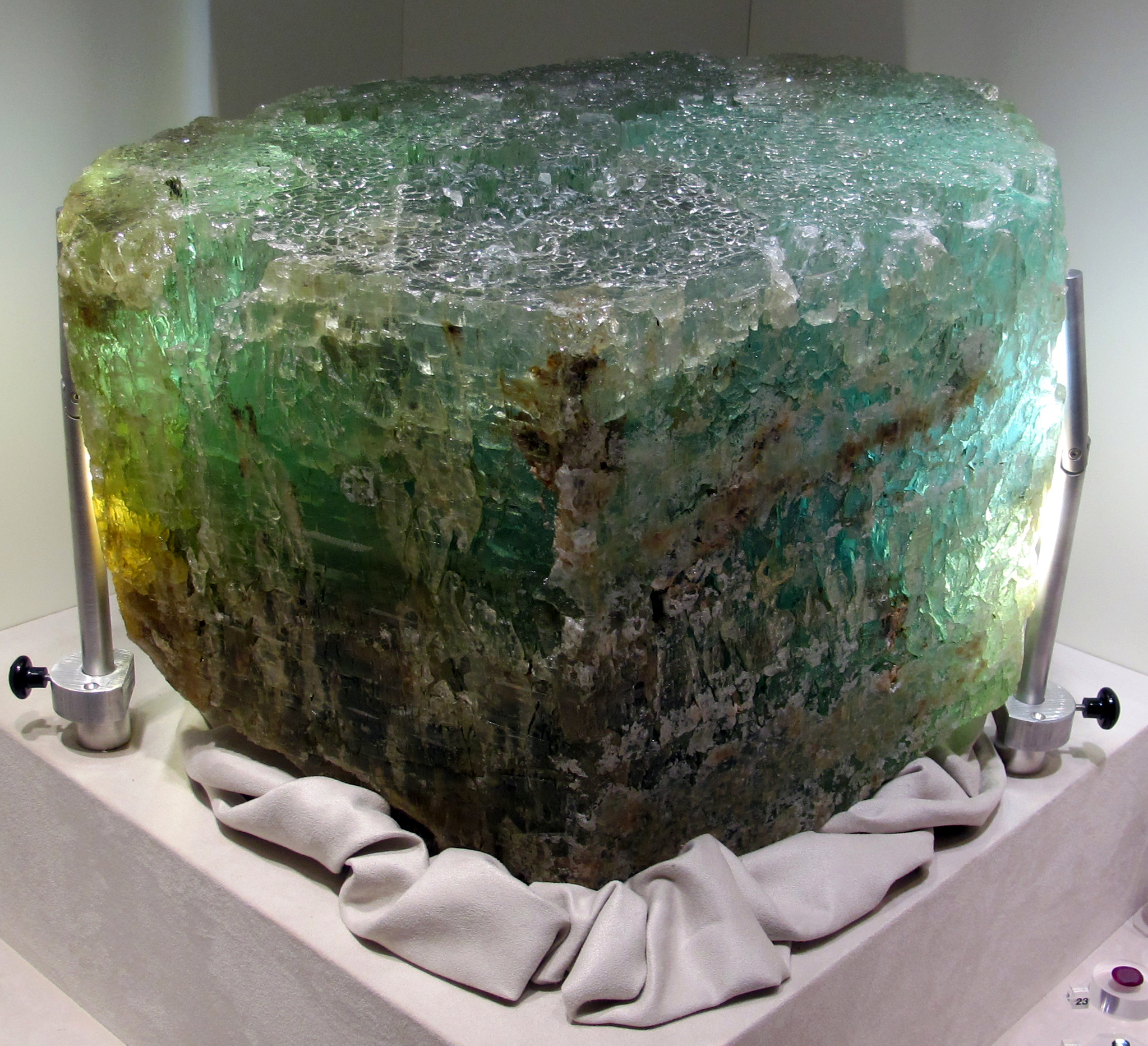
Un cristallo di berillo variante acquamarina di 98 kg, dal Brasile

Dalla Sardegna provengono le belle covellite e le azzurrite, mentre della collezione dell'Isola d'Elba sono le tormaline, l'ematite e le pietre iridescenti di limonite.
La collezione medicea comprende coppe, tazze, cofanetti, sigilli, tabacchiere finemente lavorate in diaspro, calcedonio e giada, fra le quali una coppa pregiata in diaspro reca incisa la sigla Laur-Med di Lorenzo il Magnifico. Notevole è anche il vaso a navicella in quarzo ialino traslucido, proveniente dalla Tribuna degli Uffizi, e la coppa di lapislazzulo con la sagoma di una conchiglia decorata da animali marini, menzionato dal Vasari.
Fra le pietre preziose figurano quarzi, zirconi, granati e smeraldi, tagliati, oltre ad alcuni diamanti grezzi.
Non è vasta come le altre collezioni, ma altrettanto significativa, la raccolta di meteoriti comprende campioni dei corpi celesti caduti nel senese il 16 giugno 1794 (meteorite Siena), sul Monte Milone presso Macerata l'8 maggio 1846 (meteorite Monte Milone) e ad Alfianello, in provincia di Brescia, il 16 febbraio 1883 (meteorite Alfianello).

## Le sezioni del Museo di Storia Naturale di Firenze
Le altre sezioni del Museo di Storia Naturale di Firenze sono:
- Museo di storia naturale sezione di zoologia La Specola in via Romana, collezione zoologica e anatomica.
- Museo di storia naturale sezione di antropologia ed etnologia ed etnologica.
- Museo di storia naturale sezione di botanica, in via La Pira, collezione botanica
- Museo di storia naturale sezione di geologia e paleontologia, in via La Pira, collezione geologica e paleontolica
- Museo di storia naturale sezione orto botanico, in via Micheli, orto botanico.